# 小行星236851
小行星236851（236851 Chenchikwan），臨時編號2007 RA139，是一顆位於小行星帶的小行星。於2007年9月15日由台灣鹿林天文台發現。
該小行星以已故知名建築師，國立中央大學在桃園縣中壢市校區與東海大學校園的規劃者為陳其寬命名。